# Toshihiro Tsuji
Toshihiro Tsuji (jap. 辻 敏弘, Tsuji Toshihiro; * um 1955) ist ein japanischer Badmintonspieler.

## Karriere
Toshihiro Tsuji wurde bei den nationalen japanischen Titelkämpfen 1982 Meister im Mixed, nachdem er sich in den beiden Jahren zuvor mit Silber im Herrendoppel zufriedengeben musste. 1981 gewann er auch Bronze im Einzel. 1975 und 1976 war er bereits japanischer Studentenmeister im Doppel geworden. 1980 startete Tsuji bei den Badminton-Weltmeisterschaften, 1979 und 1982 im  Thomas Cup.